# العلاقات البوسنية التونسية
العلاقات البوسنية التونسية هي العلاقات الثنائية التي تجمع بين البوسنة والهرسك وتونس.

## مقارنة بين البلدين
هذه مقارنة عامة ومرجعية للدولتين:
| وجه المقارنة                                              | البوسنة والهرسك                                             | تونس                                       |
| --------------------------------------------------------- | ----------------------------------------------------------- | ------------------------------------------ |
| المساحة (كم2)                                             | 51.20 ألف                                                   | 163.61 ألف                                 |
| عدد السكان (نسمة)                                         | 3.51 مليون                                                  | 11.53 مليون                                |
| الكثافة السكانية (ن./كم²)                                 | 68.55                                                       | 70.47                                      |
| العاصمة                                                   | سراييفو                                                     | تونس                                       |
| اللغة الرسمية                                             | اللغة البوسنوية، اللغة الكرواتية، اللغة الصربية             | اللغة العربية                              |
| العملة                                                    | مارك بوسني                                                  | دينار تونسي                                |
| الناتج المحلي الإجمالي (بليون دولار)                      | 18.17 مليار                                                 | 40.26 مليار                                |
| الناتج المحلي الإجمالي (تعادل القوة الشرائية) بليون دولار | 41.35 مليار                                                 | 129.05 مليار                               |
| الناتج المحلي الإجمالي الاسمي للفرد دولار أمريكي          | 4.25 ألف                                                    | 3.87 ألف                                   |
| الناتج المحلي الإجمالي للفرد دولار أمريكي                 | 10.43 ألف                                                   | 11.44 ألف                                  |
| مؤشر التنمية البشرية                                      | 0.733                                                       | 0.721                                      |
| رمز المكالمات الدولي                                      | +387                                                        | +216                                       |
| رمز الإنترنت                                              | .ba                                                         | .tn                                        |
| المنطقة الزمنية                                           | توقيت وسط أوروبا، ت ع م+01:00، ت ع م+02:00، أوروبا/سراييفو ‏ | ت ع م+01:00، توقيت وسط أوروبا، ت ع م+02:00 |

## منظمات دولية مشتركة
يشترك البلدان في عضوية مجموعة من المنظمات الدولية، منها:
| علم المنظمة | اسم المنظمة                               | تاريخ انضمام البوسنة والهرسك | تاريخ انضمام تونس |
| ----------- | ----------------------------------------- | ---------------------------- | ----------------- |
|             | يونسكو                                    | 2 يونيو 1993                 | 8 نوفمبر 1956     |
|             | مؤسسة التمويل الدولية                     | 25 فبراير 1993               | 25 يوليو 1962     |
|             | المركز الدولي لتسوية المنازعات الاستشارية | 13 يونيو 1997                | 14 أكتوبر 1966    |
|             | منظمة حظر الأسلحة الكيميائية              | ?                            | ?                 |
|             | مؤسسة التنمية الدولية                     | 25 فبراير 1993               | 30 ديسمبر 1960    |
|             | وكالة ضمان الاستثمار متعدد الأطراف        | 19 مارس 1993                 | 7 يونيو 1988      |
|             | الاتحاد البريدي العالمي                   | ?                            | ?                 |
|             | منظمة الشرطة الجنائية الدولية             | ?                            | ?                 |
|             | الأمم المتحدة                             | 22 مايو 1992                 | 12 نوفمبر 1956    |
|             | الاتحاد الدولي للاتصالات                  | 20 أكتوبر 1992               | 14 ديسمبر 1956    |
|             | البنك الدولي للإنشاء والتعمير             | 25 فبراير 1993               | 14 أبريل 1958     |

## وصلات خارجية
- موقع وزارة الخارجية البوسنية
- موقع وزارة الخارجية التونسية